# Michele Greene
Michele Domínguez Greene (Las Vegas, Nevada, 3 de febrero de 1962) es una actriz, cantante y compositora estadounidense, conocida por su papel como la abogada Abigail «Abby» Perkins en la serie televisiva L.A. Law entre 1986 y 1991. Interpretó al mismo personaje en 2002 para la película televisiva L.A. Law: The Movie.
Greene se interesó por la actuación después de asistir a una clase de teatro en su escuela secundaria, a la que había asistido con el interés de superar sus problemas de timidez. Realizó una audición en la Universidad del Sur de California y obtuvo una beca para cursar un bachillerato en Bellas Artes entrando con una beca, donde comenzó un entrenamiento formal como actriz. Durante estos años comenzó a trabajar en la televisión, apareciendo en varios paneles y películas de televisión. 
Ha grabado dos CD bilingües, Ojo de Tiburón y Luna Roja. También ha escrito dos novelas dirigidas al público juvenil: Chasing the Jaguar: A Martika Gálvez Mystery y Keep Sweet.

## Filmografía completa

### Cine
| Año  | Título                     | Papel            | Notas                         |
| ---- | -------------------------- | ---------------- | ----------------------------- |
| 1981 | The Dark End of the Street | Marlene          |                               |
| 1981 | The Dozens                 | Michelle         |                               |
| 1988 | Going to the Chapel        | Margo            |                               |
| 1994 | The Unborn II              | Catherine Moore  |                               |
| 1994 | Stranger by Night          | Lisa             | (Vídeo) (como Michelle Green) |
| 1996 | Daddy's Girl               | Barbara Mitchell |                               |
| 1997 | Her Married Lover          | Brenda Slagel    |                               |
| 1997 | Stranger in the House      | Joanna Winters   |                               |
| 1999 | Fugitive Mind              | Robyn            | (Vídeo)                       |
| 2000 | Alcatraz Avenue            | Lisa             |                               |
| 2001 | A Family Affair            | Reggie Abravanel |                               |
| 2002 | Determination of Death     | Katie Williams   |                               |
| 2003 | Give or Take an Inch       | Meg              | Cortometraje                  |
| 2003 | A Woman Hunted             | Gloria Parker    |                               |
| 2005 | The Legend of Lucy Keyes   | Sheila Travers   |                               |

### Televisión
|           |                                                                           |                                                                         |                                                    |
| Año       | Título                                                                    | Papel                                                                   | Notas                                              |
| 1979      | Dorothy (serie de televisión)                                             | Margo                                                                   |                                                    |
| 1980      | Eight is enough (serie de televisión)                                     | Jill                                                                    | Episodio "The Commitment" (4.18)                   |
| 1980      | Eight is enough                                                           | Jill                                                                    | Episodio "Roll Over Bradford" (4.25)               |
| 1980      | Eight is enough                                                           | Jill                                                                    | Episodio "A Little Triangle" (4.26)                |
| 1980      | Eight is enough                                                           | Jill                                                                    | Episodio "Finally Grad Night" (4.27)               |
| 1981      | Eight is enough                                                           | Jill                                                                    | Episodio "The Way We Were" (5.14)                  |
| 1981      | The Miracle of Kathy Miller (telefilm)                                    | Sherrie                                                                 |                                                    |
| 1982      | Desperate Lives (telefilm)                                                | Julie Jordan                                                            |                                                    |
| 1983      | Andrea's Story: A Hitchhiking Tragedy (telefilm)                          | Andrea Cranston                                                         |                                                    |
| 1983      | Bay City Blues (serie de televisión)                                      | Judy Nuckles (1983)                                                     |                                                    |
| 1984      | Highway to Heaven (serie de televisión)                                   | Sara Higgins (1984)                                                     | Episodio "Song of the Wild West" (1.5)             |
| 1985      | Simon & Simon (serie de televisión)                                       | Lisa Brooks                                                             | Episodio "Mummy Talks" (4.20)                      |
| 1985      | Seduced (TV)                                                              | Thunder Thighs                                                          |                                                    |
| 1985      | The Best Times (serie de televisión)                                      | Stacey Emery                                                            | Episodio "The Narc" (1.3)                          |
| 1986      | American Playhouse (serie de televisión)                                  | Amiga de Kevin (como Michelle Greene)                                   | Episodio "The Little Sister" (5.9)                 |
| 1986      | Perry Mason: The Case of the Notorious Nun (telefilm)                     | La hermana Margaret                                                     |                                                    |
| 1987      | The 13th Annual People's Choice Awards (TV)                               | Ella misma - Accepting Award for Favourite New Television Drama Program |                                                    |
| 1987      | Matlock (serie de televisión)                                             | Laura Gordon                                                            | Episodio "The Billionaire" (2.1)                   |
| 1988      | The 14th Annual People's Choice Awards (TV)                               | Herself - Accepting Award for Favourite Television Drama Program        |                                                    |
| 1988      | Going to the Chapel                                                       | Margo                                                                   |                                                    |
| 1988      | Double Standard (telefilm)                                                | Virginia                                                                |                                                    |
| 1989      | The Pat Sajak Show (serie de televisión)                                  | Ella misma                                                              | Episodio (1.6)                                     |
| 1989      | The 15th Annual People's Choice Awards (TV)                               | Ella misma - Accepting Award for Favourite Television Drama Program     |                                                    |
| 1989      | The 41st Annual Primetime Emmy Awards (TV)                                | Herself - Nominee: Best Supporting Actress in a Drama Series            |                                                    |
| 1990      | The 16th Annual People's Choice Awards (TV)                               | Herself - Accepting Award for Favourite Television Dramatic Series      |                                                    |
| 1990      | In the Best Interest of the Child (telefilm)                              | Nora                                                                    |                                                    |
| 1990      | The 42nd Annual Primetime Emmy Awards (TV)                                | Audience Member                                                         |                                                    |
| 1990      | Nightmare on the 13th Floor (telefilm)                                    | Elaine Kalisher                                                         |                                                    |
| 1990      | Cop Rock (serie de televisión)                                            | Abby Perkins (No acreditada)                                            | Episodio "Potts Don't Fail Me Now" (1990)          |
| 1990      | To My Daughter (telefilm)                                                 | Julie Carlston                                                          |                                                    |
| 1986-1991 | L.A. Law (serie de televisión)                                            | Abby Perkins                                                            | Temporadas 1 a 5                                   |
| 1991      | The 17th Annual People's Choice Awards (TV)                               | Herself - Accepting Award for Favourite Television Dramatic Series      |                                                    |
| 1991      | 25th Annual Country Music Association Awards (TV)                         | Herself                                                                 |                                                    |
| 1991      | Posing: Inspired by Three Real Stories (telefilm)                         | Janet Janeway                                                           |                                                    |
| 1992      | Jack's Place (serie de televisión)                                        | Suzanne                                                                 | Episodio "Everything Old Is New Again" (1.4)       |
| 1993      | Silent Victim (telefilm)                                                  | Bonnie Jackson                                                          |                                                    |
| 1993      | Moment of Truth: A Child Too Many (telefilm)                              | Patty Nowakowski                                                        |                                                    |
| 1993      | Picket Fences (serie de televisión)                                       | Patty Henley                                                            | Episodio "Duty Free Rome" (2.2)                    |
| 1994      | Heart of a Child (TV)                                                     | Karen Schouten                                                          |                                                    |
| 1994      | How the West Was Fun (telefilm)                                           | Laura Forester                                                          |                                                    |
| 1996      | She Woke Up Pregnant (telefilm)                                           | Connie Loftis                                                           |                                                    |
| 1997      | Badge of Betrayal (telefilm)                                              | Annie Walker                                                            |                                                    |
| 1997      | The Outer Limits (serie de televisión)                                    | Joan Garrison                                                           | Episodio "The Awakening" (3.10)                    |
| 1997      | Lost Treasure of Dos Santos (telefilm)                                    | Willa                                                                   |                                                    |
| 1997      | Stranger in the House                                                     | Joanna Winters                                                          |                                                    |
| 1997      | Diagnosis Murder (serie de televisión)                                    | Rachel Woodrall                                                         | Episodio "Must Kill TV" (5.9)                      |
| 1998      | Captive (telefilm)                                                        | Lily Hunter                                                             |                                                    |
| 1999      | Twice in a Lifetime (serie de televisión)                                 | Jenny Parnell/Dra. Karen Lantz                                          | Episodio "The Gift of Life" (1.14)                 |
| 2000      | Stargate SG-1 (serie de televisión)                                       | Laira                                                                   | Episodio "A Hundred Days" (3.17)                   |
| 2000      | Entertainment Tonight Presents: L.A. Law - Secrets of the Firm (telefilm) | Ella misma                                                              |                                                    |
| 2000      | Wild Grizzly (telefilm)                                                   | Rachel Harding                                                          |                                                    |
| 2001      | Diagnosis Murder (serie de televisión)                                    | Carrie Langford Adams                                                   | Episodio "Sins of the Father" (8.12)               |
| 2001      | Diagnosis Murder                                                          | Carrie Langford Adams                                                   | Episodio "Sins of the Father: Part 2" (8.13)       |
| 2001      | The Perfect Wife (telefilm)                                               | Felicia Laurel                                                          |                                                    |
| 2001      | Lightning: Fire from the Sky (telefilm)                                   | Barbara Dobbs                                                           |                                                    |
| 2002      | Redeemer (telefilm)                                                       | Sharon Davidson                                                         |                                                    |
| 2002      | JAG (serie de televisión)                                                 | Teniente coronel Sara Coffey                                            | Episodio "Head to Toe" (7.15)                      |
| 2002      | NBC 75th Anniversary Special (TV)                                         | Herself                                                                 |                                                    |
| 2002      | Weakest Link (serie de televisión)                                        | Herself                                                                 | Episodio "L.A. Law Edition"                        |
| 2002      | L.A. Law: The Movie (telefilm)                                            | Abby Perkins                                                            |                                                    |
| 2002      | CSI: Crime Scene Investigation (serie de televisión)                      | Jan Branson                                                             | Episodio "Blood Lust" (3.9)                        |
| 2002      | TV's Most Censored Moments                                                | Ella misma                                                              |                                                    |
| 2003      | Miracles (serie de televisión)                                            | La tía de Travis                                                        | Episodio "The Bone Scatterer" (1.5)                |
| 2003      | Killer Flood: The Day the Dam Broke (telefilm)                            | Natalie Powell                                                          |                                                    |
| 2003      | Strong Medicine (serie de televisión)                                     | Pam Sherr                                                               | Episodio "Rash Decisions" (4.4)                    |
| 2004      | Judging Amy (serie de televisión)                                         | Beth Benfield                                                           | Episodio "Christenings" (5.11)                     |
| 2004      | Crossing Jordan (serie de televisión)                                     | Pam Oakley                                                              | Episodio "Missing Pieces" (3.7)                    |
| 2004      | Threat Matrix (serie de televisión)                                       | Anne Colt                                                               | Episodio "19 Seconds" (1.15)                       |
| 2005      | Six Feet Under (serie de televisión)                                      | Dr. Fraker                                                              | Episodio "Ecotone" (5.9)                           |
| 2005      | Nip/Tuck (serie de televisión)                                            | Illana Manning                                                          | Episodio "Hannah Tedesco" (3.9)                    |
| 2006      | The Unit (serie de televisión)                                            | Cynthia Burdett                                                         | Episodio "True Believers" (1.4)                    |
| 2006      | The Unit                                                                  | Cynthia Burdett                                                         | Episodio "The Wall" (1.13)                         |
| 2006      | The Unit                                                                  | Cynthia Burdett                                                         | Episodio "Extreme Rendition" (2.2)                 |
| 2006      | The Unit (serie de televisión)                                            | Cynthia Burdett                                                         | Episodio "Force Majeure" (2.5)                     |
| 2007      | McBride: Dogged (telefilm)                                                | Judy Murray                                                             |                                                    |
| 2007      | Cold Case (serie de televisión)                                           | Tessie Bartram '07                                                      | Episodio "Justice" (5.10)                          |
| 2008      | Bones (serie de televisión)                                               | Amanda O'Rourke                                                         | Episodio "The Man in the Outhouse" (4.2)           |
| 2009      | Brothers & Sisters (serie de televisión)                                  | Governor Eve Kern                                                       | Episodio "Troubled Waters: Part 1" (3.16)          |
| 2009      | CSI: Crime Scene Investigation (serie de televisión)                      | Sue Schiff                                                              | Episodio "The Gone Dead Train" (9.22)              |
| 2009      | Brothers & Sisters (serie de televisión)                                  | Governor Eve Kern                                                       | Episodio "Breaking the News" (4.2)                 |
| 2009      | Three Rivers (serie de televisión)                                        | Judge Glynn                                                             | Episodio "Nevada v. Donnie the Numbers Guy" (1.10) |
| 2010      | Big Love (serie de televisión)                                            | Reportera Sheila Jackson White                                          | Episodio "The Greater Good" (4.2)                  |
| 2010      | Big Love (serie de televisión)                                            | Reportera Sheila Jackson White                                          | Episodio "The Mighty and Strong" (4.4)             |
| 2010      | Big Love (serie de televisión)                                            | Reporter Sheila Jackson White                                           | Episodio "Sins of the Father" (4.5)                |
| 2011      | The Defenders (serie de televisión)                                       | Jueza Glynn                                                             | Episodio "Nevada v. Donnie the Numbers Guy" (1.13) |
| 2011      | CSI: Miami (serie de televisión)                                          | Connie Faber                                                            | Episodio "A Few Dead Men" (10.9)                   |

## Discografía

### Música
| Ano  | Nombre del álbum | editor               |
| ---- | ---------------- | -------------------- |
| 2002 | Ojo De Tiburón   | Appleseed Recordings |
| 2006 | Luna Roja        | Appleseed Recordings |

## Libros
| Ano  | Novela             | Editor             | Notas                         |
| ---- | ------------------ | ------------------ | ----------------------------- |
| 2006 | Chasing the Jaguar | Rayo HarperCollins | tapa dura / libro de bolsillo |
| 2010 | Keep Sweet         | Simon & Shuster    | libro de bolsillo             |

## Premios y nominaciones

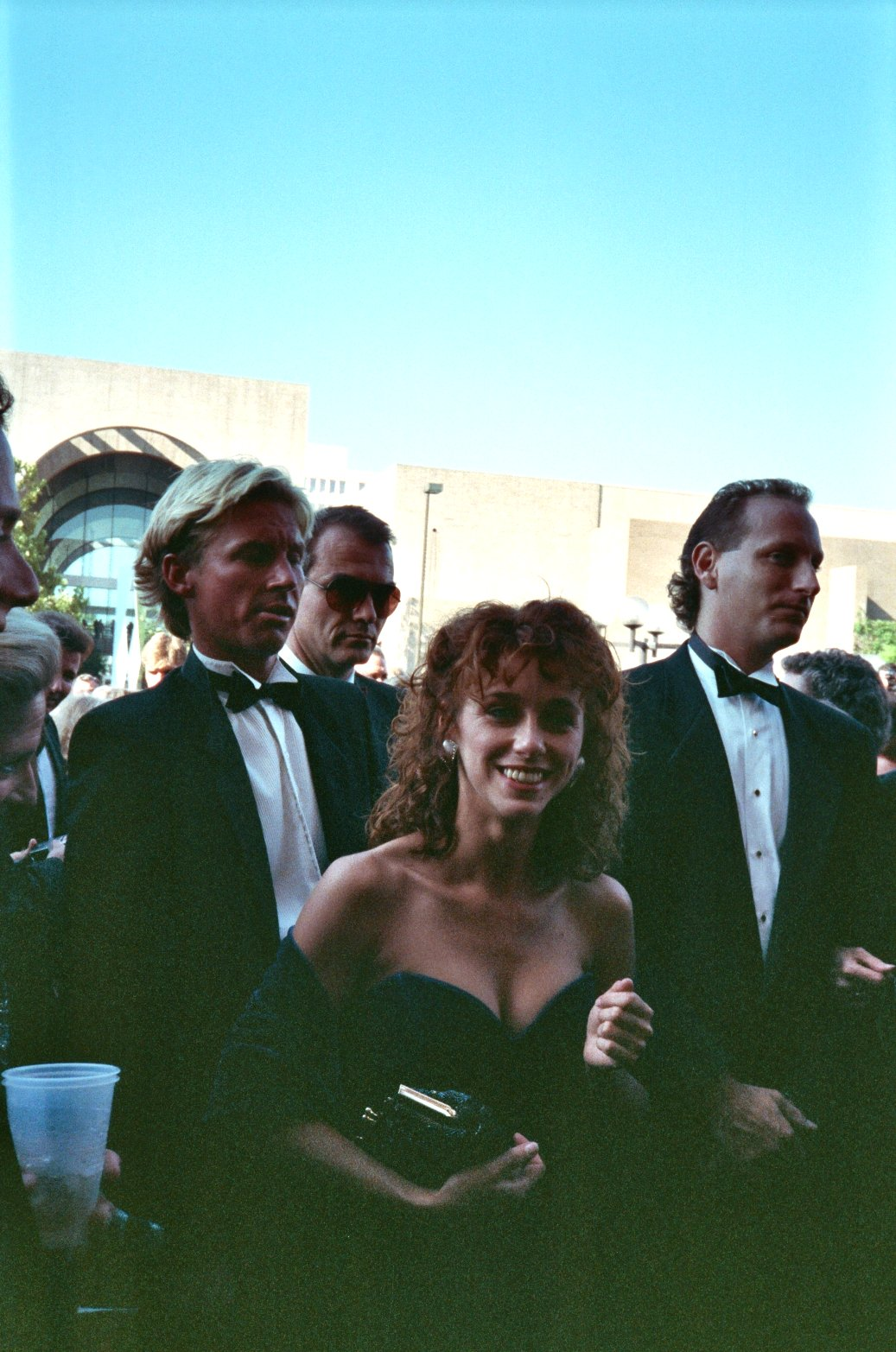
Michele Greene

| Ano  | Premio         | Categoría                                      | Producción | Resultado |
| ---- | -------------- | ---------------------------------------------- | ---------- | --------- |
| 1989 | Primetime Emmy | Mejor Actriz de Reparto en una Serie Dramática | L.A. Law   | Nominada  |